# İkinci Udullu
İkinci Udullu är en ort i Azerbajdzjan.   Den ligger i distriktet Hacıqabul Rayonu, i den östra delen av landet, 90 km väster om huvudstaden Baku. İkinci Udullu ligger 228 meter över havet och antalet invånare är 1 295.
Terrängen runt İkinci Udullu är kuperad västerut, men österut är den platt. Runt İkinci Udullu är det ganska glesbefolkat, med 31 invånare per kvadratkilometer.. Närmaste större samhälle är Birinci Udullu, 5,6 km söder om İkinci Udullu. 
Omgivningarna runt İkinci Udullu är i huvudsak ett öppet busklandskap.